# Estadi d'O Couto
L'Estadi d'O Couto és un camp de futbol de la ciutat gallega d'Ourense, on hi disputava els seus partits com a local el Club Deportivo Ourense. L'estadi es va inaugurar el 6 de novembre de 1949 amb un partit que va enfrontar la Unión Deportiva Ourensana i el Racing de Ferrol (2-2). Ha estat remodelat en diverses ocasions, l'última el 1998. Actualment és la seu de l'Ourense CF.